# Analophus vicksoni
Analophus vicksoni là một loài bọ cánh cứng trong họ Cerambycidae.